# Ischnolea peruana
Ischnolea peruana är en skalbaggsart som beskrevs av Stefan von Breuning 1943. Ischnolea peruana ingår i släktet Ischnolea och familjen långhorningar. Inga underarter finns listade i Catalogue of Life.